# Kikutarō Baba
Kikutaro Baba (馬場 菊太郎 Baba Kikutarō?) ( prefectura de Fukuoka, Kyūshū, Japón, 11 de julio de 1905-Japón, 30 de noviembre de 2001) fue un malacólogo y profesor japonés. Fue investigador líder sobre babosas y caracoles marinos, moluscos gastrópodos opistobránquios de Japón.

## Biografía
- 1932-1941 Universidad de Kyūshū
- 1948-1949 Universidad de Osaka
- 1976 - Receptor de la Orden del Sol Naciente

Kikutaro Baba se casó con Sonoko Baba. Falleció de neumonía en un hospital de Japón el 30 de noviembre de 2001.

## Especies descriptas por Kikutaro Baba
- Eubranchus horii Baba, 1960
- Eubranchus inabai Baba, 1964
- Eubranchus misakiensis Baba, 1960
- Euphurus ornatus Baba, 1937
- Facelina quadrilineata (Baba, 1930)
- Favorinus japonicus Baba, 1949
- Favorinus mirabilis Baba, 1955
- Favorinus perfoliatus Baba, 1949
- Favorinus tsuruganus Baba & Abe, 19
- Glossodoris misakinosibogae Baba, 1988
- Goniodoris felis Baba, 1949
- Gymnodoris amakusana (Baba, 1996)
- Gymnodoris nigricolor Baba, 1960
- Gymnodoris okinawae Baba, 1936
- Gymnodoris subflava Baba, 1949
- Halgerda rubicunda Baba, 1949
- Hermaea zosterae (Baba, 1959)
- Hermaeina nigra Baba, 1949
- Herviella albida Baba, 1966
- Herviella yatsui (Baba, 1930)
- Hopkinsia hiroi (Baba, 1938)
- Hopkinsia plana (Baba, 1960)
- Hypselodoris kaname Baba, 1994
- Hypselodoris maritima (Baba, 1949)
- Hypselodoris placida (Baba, 1949)
- Hypselodoris sagamiensis (Baba, 1949)
- Hypselodoris shimodaensis Baba, 1994
- Janolus mirabilis Baba & Abe, 1970
- Janolus toyamensis Baba & Abe, 1970
- Jorunna parva (Baba, 1938)
- Kaloplocamus acutus Baba, 1949
- Madrella gloriosa Baba, 1949
- Madrella granlaris Baba, 1949
- Metaruncina setoensis (Baba, 1954)
- Mexichromis multituberculata (Baba, 1953)
- Noumea nivalis Baba, 1937
- Aglaja orientalis Baba, 1949
- Aldisa cooperi Robilliard & Baba, 1972
- Antonietta janthina Baba & Hamatani, 1977
- Aplysia kurodai Baba, 1937
- Aplysia sagamiana Baba, 1949
- Aplysiopsis minor (Baba, 1959)
- Aplysiopsis nigra (Baba, 1949)
- Aplysiopsis orientalis Baba, 1949
- Armina magna Baba, 1955
- Bornella japonica Baba, 1949
- Cadlina japonica Baba, 1937
- Cadlina sagamiensis Baba, 1937
- Carminodoris bifurcata Baba, 1993
- Ceratosoma bicolor Baba, 1949
- Cerberilla asamusiensis Baba, 1940
- Chelidonura fulvipunctata Baba, 1938
- Celidonura inornata Baba, 1949
- Chelidonura tsurugensis Baba & Abe, 1959
- Cratena affinis (Baba, 1949)
- Crimora lutea Baba, 1949
- Cuthona annulata (Baba, 1949)
- Cuthona diversicolor (Baba, 1975)
- Cuthona ornata Baba, 1937
- Cuthona purpureoanulata (Baba, 1961)
- Dendrodoris elongata Baba, 1936
- Dermatobranchus albopunctulatus Baba, 1976
- Dermatobranchus nigropunctatus Baba, 1949
- Dermatobranchus otome Baba, 1992
- Dermatobranchus primus Baba, 1976
- Dermatobranchus semistriatus Baba, 1949
- Dermatobranchus striatellus Baba, 1949
- Elysia abei Baba, 1955
- Elysia amakusana Baba, 1955
- Elysia kushimotoensis Baba,1938
- Elysia obtusa Baba,1938
- Elysia trisinuata Baba,1949
- Ercolania boodleae (Baba, 1938)
- Ercolania subviridis (Baba, 1959)
- Eubranchopsis virginalis Baba, 1949
- Noumea purpurea Baba, 1949
- Noumea subnivalis Baba, 1987
- Okenia barnardi Baba, 1937
- Okenia distincta Baba, 1940
- Okenia echinata Baba, 1949
- Okenia japonica Baba, 1949
- Okenia plana Baba, 1960
- Petalifera ramosa Baba, 1959
- Phidiana anulifera (Baba, 1949)
- Phyllidia zebrina Baba, 1976
- Phyllodesmium iriomotense Baba, 1991
- Phyllodesmium kabiranum Baba, 1991
- Phyllodesmium serratum (Baba, 1949)
- Pleurobranchus hirasei Baba, 1971
- Polycera fujitai Baba, 1937
- Polycera japonica Baba, 1949
- Protaeolidiella atra Baba, 1955
- Roboastra luteolineata (Baba, 1936)
- Rostanga risbeci Baba, 1991
- Sagaminopteron ornatum Tokioka & Baba,1964
- Sakuraeolis enosimensis (Baba, 1930)
- Sakuraeolis sp. Baba, 1965 In: Baba & Hamatani, 1965
- Siphopteron flavum (Tokioka &) Baba, 1964)
- Siphopteron fuscum (Baba & Tokioka, 1965)
- Stiliger smaragdinus Baba, 1949
- Stiliger subviridis Baba, 1949
- Tambja amakusana Baba, 1987
- Tambja kushimotoensis Baba, 1987
- Tambja sagamiana (Baba, 1955)
- Thecacera picta Baba, 1972
- Thordisa parva Baba, 1938
- Thordisa sanguinea Baba, 1955
- Thorunna florens (Baba, 1949)
- Thuridilla livida (Baba, 1955)
- Thurdilla splendens (Baba, 1949)
- Trapania japonica (Baba, 1935) [Drepania]
- Tritonia insulae (Baba, 1955)
- Tritoniopsilla alba Baba, 1949

## Honores

### Taxas nombrados en su honor
Géneros
- Babaina Odhner, 1968
- Babakina Roller, 1973
- Babiella Risso-Dominguez, 1964

Especies
- Linguella babai Tchang-Si, 1934
- Marionopsis babai Odhner, 1936
- Elysia babai Pruvot-Fol, 1945
- Okenia babai Hamatani, 1961
- Tamanovalva babai Burn, 1965
- Flabellina babai Schmekel, 1970
- Cyerce kikutarobabai Hamatani, 1976
- Chelidonura babai Gosliner, 1988
- Phyllidia babai Brunckhorst 1993
- Hypselodoris babai Gosliner & Behrens 2000